# Regiment Konny Buławy Wielkiej Litewskiej

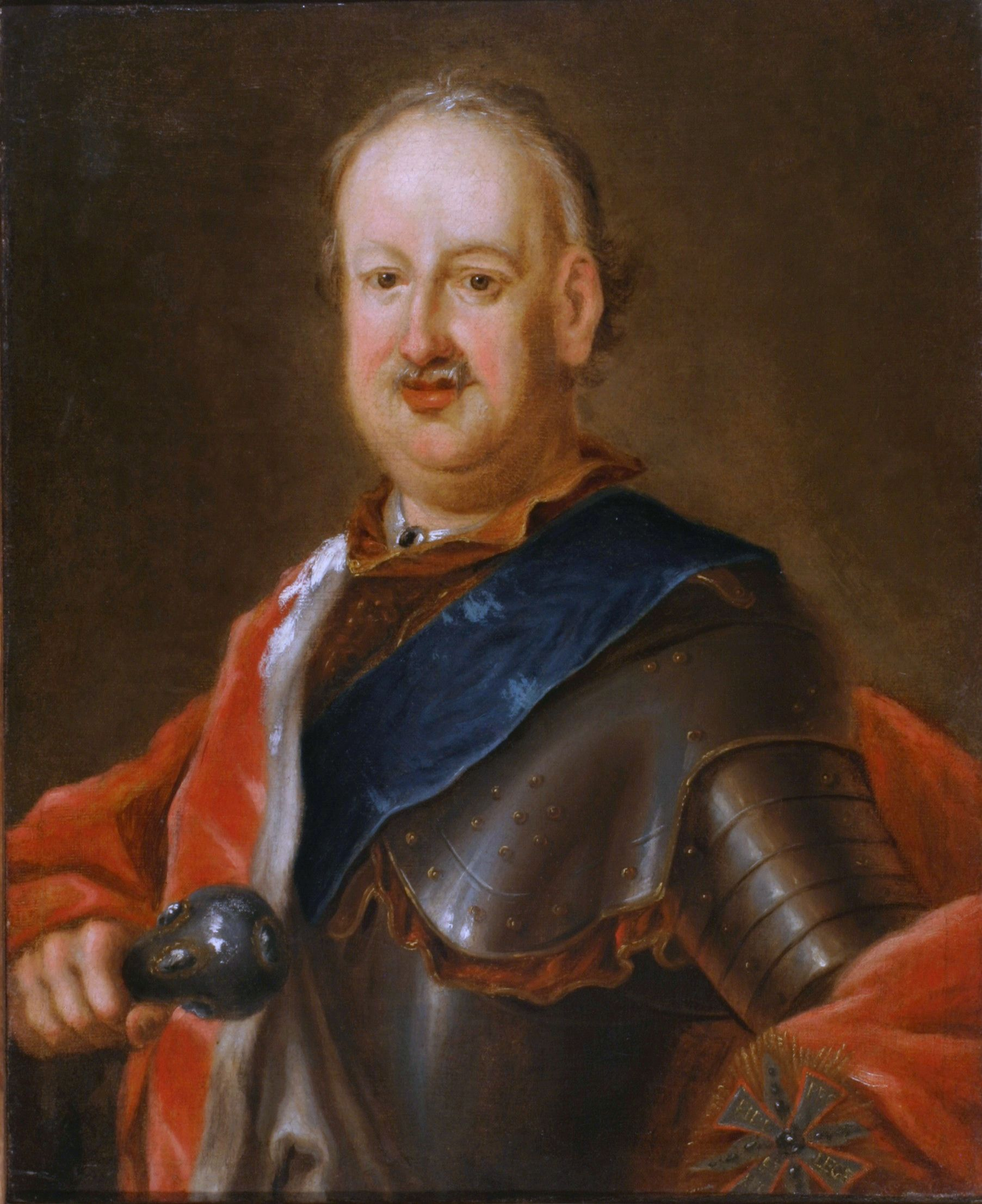
Michał Kazimierz Radziwiłł Rybeńko

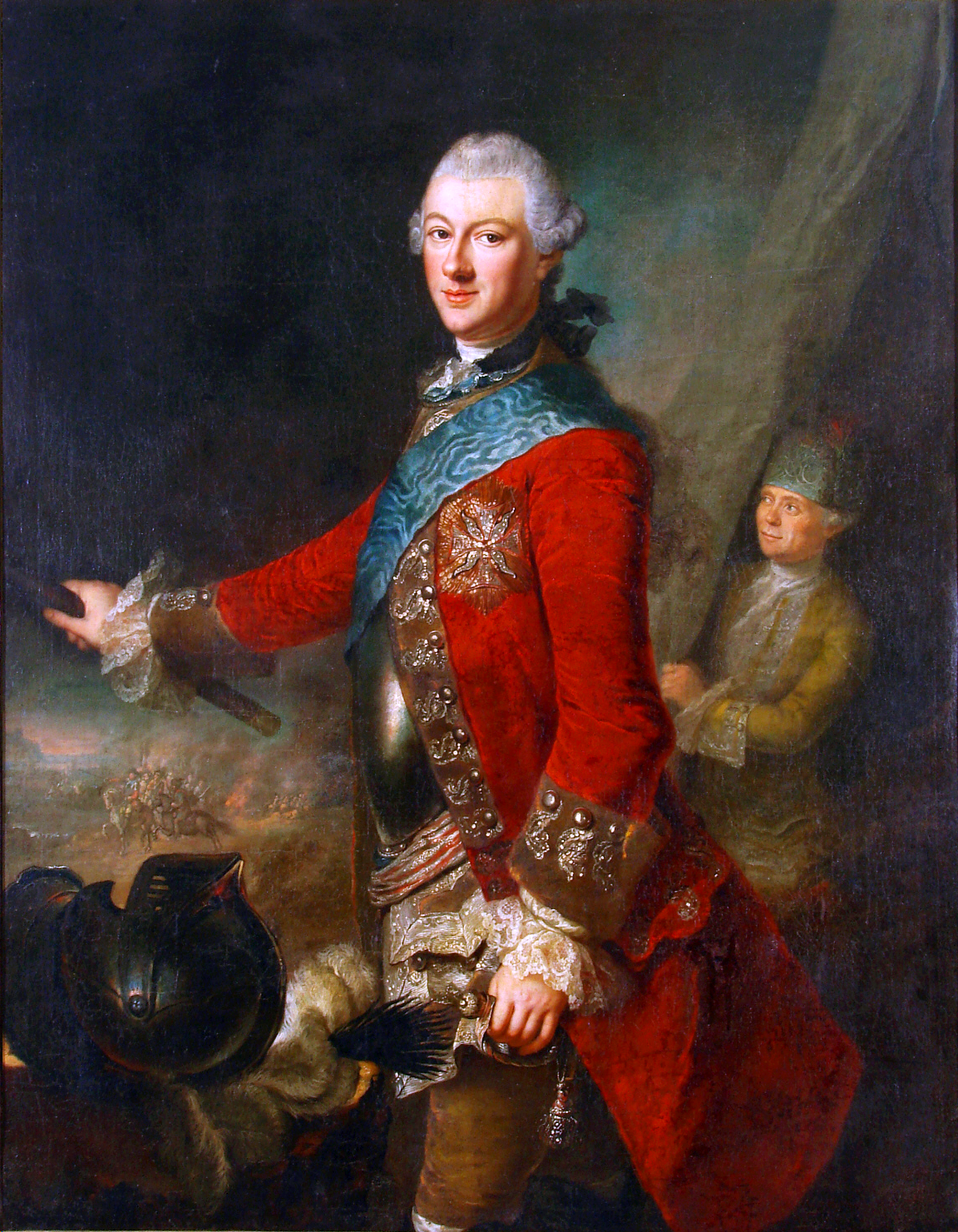
Michał Kazimierz Ogiński

Regiment Konny Buławy Wielkiej Litewskiej – oddział jazdy armii Wielkiego Księstwa Litewskiego wojska I Rzeczypospolitej.

## Formowanie i zmiany organizacyjne
W 1775 Regiment Konny Buławy Wielkiej Litewskiej został spieszony (przeformowany w 2 Regiment Pieszy Buławy Wielkiej Litewskiej).

## Żołnierze regimentu
Zgodnie z tradycją szefem regimentu był każdorazowo hetman wielki litewski.
Szefowie
- hetman wielki Ludwik Konstanty Pociej (1717 zm. 3 stycznia 1730),
- książę Michał Serwacy Wiśniowiecki (1735 zm. 1744),
- książę Michał Kazimierz Radziwiłł Rybeńko (zm. 1762),
- książę Michał Massalski (zm. 1768),
- Michał Kazimierz Ogiński (1768-1775).

Pułkownicy
- Kopeć (1717),
- Jabłoński (1754-1759).